# Risas amargas
Risas amargas fue una telenovela mexicana que se transmitió por el Canal 2 de Telesistema Mexicano en 1961. Protagonizada por Isabela Corona y Miguel Córcega.

## Elenco
- Isabela Corona
- Blanca de Castejón
- Miguel Córcega
- Manola Saavedra
- Miguel Ángel Ferriz
- Raúl Farell
- Tito Guízar
- Bertha Moss
- Emilia Carranza
- César del Campo
- Chela Nájera
- Enrique Becker

## Datos a resaltar
- La telenovela está grabada en blanco y negro.
- Realizada bajo la producción de Telesistema Mexicano S.A.